# Баялци
Баялци (на гръцки: Πλατανιά, Платания, до 1927 година Μπαγιάλτσα, Баялца) е село в Гърция, дем Пеония, област Централна Македония.

## География
Селото е разположено на 120 m надморска височина в историко-географската област Боймия, на 10 km северно от град Ругуновец (Поликастро) на магистралата Солун-Скопие.

## История

### В Османската империя
Църквата „Свети Николай“ в селото е дело на Андон Китанов. В „Етнография на вилаетите Адрианопол, Монастир и Салоника“, издадена в Константинопол в 1878 година и отразяваща статистиката на населението от 1873 година, Баялци (Bayaltzi) е посочено като селище в каза Аврет Хисар (Кукуш) с 48 домакинства, като жителите му са 253 българи.
Според статистиката на Васил Кънчов („Македония. Етнография и статистика“) от 1900 година Баялци е населявано от 325 жители българи.
В селото в 1895 – 1896 година е основан комитет на ВМОРО. През февруари 1901 година след сражение на четата на Христо Чернопеев с османски войски край Баялци, избухва Баялската афера, която разстройва мрежата на ВМОРО в района. Българският учител в Баялци Георги Каракабаков е заточен в Бодрум кале.
В началото на XX век цялото население на Смол е под върховенството на Българската екзархия. По данни на секретаря на екзархията Димитър Мишев („La Macédoine et sa Population Chrétienne“) в 1905 година в Баялци (Bayaltzi) има 400 българи екзархисти и функционира българско училище.

### В Гърция
След Междусъюзническата война в 1913 година селото остава в Гърция. Селото пострадва силно от Междусъюзническата война, когато е изгорено от Гръцката армия, а цялото му население бяга в България и частично в Гевгели. В селото са настанени гърци бежанци. Боривое Милоевич пише в 1921 година („Южна Македония“), че Баялци (Баjалци) има 45 къщи славяни християни. В 1923 - 1924 година в Баялци са настанени голям брой гърци бежанци от Понт и Кавказ. В 1928 година Баялци е смесено местно-бежанско с 67 семейства и 243 души гърци бежанци. През 1927 година селото е прекръстено на Платания.
След Гражданската война (1946 - 1949) в селото са заселени няколко влашки семейства от Голема Ливада.
Селото традиционно произвежда жито, памук и тютюн.
| Година    | 1913 | 1920 | 1928 | 1940 | 1951 | 1961 | 1971 | 1981 | 1991 | 2001 | 2011 | 2021 |
| --------- | ---- | ---- | ---- | ---- | ---- | ---- | ---- | ---- | ---- | ---- | ---- | ---- |
| Население | 34   | 67   | 282  | 521  | 529  | 593  | 475  | 444  | 377  | 389  | 382  | 298  |

## Личности
Родени в Баялци
- Андон Георгиев Грушев, брат му Ангел и синът му Лазар, български революционери, дейци на ВМОРО[7]
- Гоно Иванов Йовов, български революционер, деец на ВМОРО[7]
- Гоно Наков Мельов, български революционер, деец на ВМОРО[14]
- Гоно Христов Арабаджиев, български революционер, деец на ВМОРО[7]
- Гошо Прончев, български революционер, деец на ВМОРО[7]
- Димитър Динев (1880 – 1963), български революционер, деец на ВМОРО и предприемач
- Иван и Тома Костови Шумарови, български революционери, дейци на ВМОРО[7]
- Ламбро Атанасов Рибаров, български революционер, деец на ВМОРО,[15] убит[16]
- Мито Попхристов Шумаров, български революционер, деец на ВМОРО[14]
- Петър Янев Ичов, български революционер, деец на ВМОРО[7]
- Петър Яриджиев (? – 1903), български революционер, деец на ВМОРО, убит в боя при Клисурска Яворница на 24 август 1903 година[14]
- Стоян Костадинов, български революционер, взводен командир в доброволческата чета на Стоян Богданцалията
- Стоян Яриджиев, български революционер, деец на ВМОРО, убит при Грамадна[16]
- Тано Минов Мелков, български революционер, деец на ВМОРО[7]
- Тома Карагеоргиев (? – 1907), български революционер, деец на ВМОРО, убит на 28 март 1907 година при Стояково[14]
- Трайко Мельов Даскалов, български революционер, деец на ВМОРО[14][15]
- Христо и Тано Йовови, български революционери, дейци на ВМОРО[7]
- поп Христо Костов Грушев, български революционер, деец на ВМОРО[7]
- поп Христо Костов Шумаров, български свещеник, заточен в 1901 година след Солунската афера в Бодрум кале[17]
- Христо Кръстев Гьоргов, български революционер, деец на ВМОРО[14]
- Христо Ников (1877 – ?), български революционер
- Христо Проданов Янков, български революционер, деец на ВМОРО[7]

Починали в Баялци
- Гоце Бояджиев (? – 1901), български революционер, загинал в сражение край Баялци
- Димитър Делчев (Мицо) (1879 – 1901), български революционер
- Мицо Сандъкчиев (1878 – 1901), български революционер